# Falu Tamás
Falu Tamás (született Markbreiter Lajos, 1898-tól Balassa Lajos, 1911-ben vette fel a Falu Tamás nevet; Kiskunfélegyháza, 1881. november 10. — Ócsa, 1977. július 13.) magyar jogász, költő és regényíró. Sógora Bér Dezső festő, grafikus.

## Élete és munkássága
Markbreiter Adolf kereskedő és Fuchs Laura fia. Kecskeméten érettségizett; felsőfokú tanulmányokat a Budapesti Tudományegyetem jogtudományi karán folytatott. 1907-ben ügyvédi vizsgát tett. Monoron helyezkedett el közjegyző-helyettesi állásba, majd 1918-tól Nagyrőcén ő lett a közjegyző; a vesztes háború után 1922-ben Nagyrőcéről kiutasította a csehszlovák hatóság. A csonka ország határain belül 1924-től az ócsai járásban nyerte el a közjegyzői állást; nyugdíjba vonulásáig ezt az állást töltötte be.
Már jogász hallgató korában érdekelte az irodalom, humoros írásai jelentek meg Az Üstökös és a Borsszem Jankó című korabeli élclapokban. Költemények címen 1900-ban publikálta első verses kötetét, első regénye, a Hajnali mise 1905-ben jelent meg; ezeket még Balassa Lajos néven jegyezte. Kiss József fedezte fel Balassa írói tehetségét, s verseit gyakran közölte A Hét c. lapban; ettől kezdve a Hétben változtatta nevét Falu Tamásra, s a továbbiakban szépirodalmi műveit ezen a néven jegyezte.
Házastársa Bér Jolán polgári iskolai tanárnő volt, Behr Mór és Pirnitzer Zsófia lánya, akivel 1907. augusztus 18-án Budapesten, a Józsefvárosban kötött házasságot. Szeretetben, megbecsülésben éltek, sokat utaztak együtt.
1914–1940-ig az Új Időkben is publikált, 1920 és 1935 között állandó munkatársa volt a Nyugat c. folyóiratnak. Napilapokba is publikált, például tárcáit a Pesti Hírlap közölte vasárnaponként. Mintegy kilenc verskötete és tíz regénykötete került nyomdába még életében. Írásaiban a falu és a kisváros eseményeiről számolt be, ezzel kapcsolatos érzéseit, gondolatait öntötte formába. A vidék békéjét és csendjét nagyon kedvelte.
Mécses és Alázatosság című verseit Tarnay Lajos zenésítette meg 1930 körül.
Ócsán érte a halál, az ócsai temetőben helyezték örök nyugalomra.

## Emlékezete
A kiskunfélegyházi Kiskun Múzeumban emlékkiállítást tartottak a tiszteletére 1981. október 11-től 1982. január 31-ig. A kiállítást Fazekas István rendezte Zalatnai Pál közreműködésével, illusztrált tájékoztató füzetet jelentettek meg az eseménnyel összefüggésben.

## Művei (válogatás)

### Versek
- Költemények (Budapest, 1900)
- Csipke (Budapest, 1917)
- A lélek mindenütt kihajt (Budapest, 1924)
- Évek illata (Budapest, 1929)
- A délutánból este lesz (Budapest, 1935)
- Kikötő (Budapest, 1941)
- Térzene (Budapest, 1948)
- Téli kikötő (Budapest, 1967)
- Vidéki állomások: összegyűjtött versek[6] (Budapest, 1974)

### Regények
- Hajnali mise (Budapest, 1905)
- Majális (Budapest, 1913)
- Küszöb (Budapest, 1920)
- Kicsinyesek (Berlin, 1926)
- Nyolcvanas évek (Budapest, 1927)
- Jánoska (Budapest, 1929)
- A halottak is élnek (Budapest, 1931)
- Öregek (Budapest, 1932)
- Tiszta víz (Budapest, 1938)
- Járásbíróék (Budapest, 1941)

### Novellák
- Három novella a gyorsírásról (Budapest, 1940)

## Társasági tagság
- Petőfi Társaság
- Kisfaludy Társaság

## Díjai, elismerései
- Az Athenaeum regénypályázatának nyertese Küszöb c. regényével (1920)
- Munka Érdemrend ezüst fokozata (1966)
- Munka Érdemrend arany fokozata (1971)[7]
- Ócsa város díszpolgára (2001)